# Elaeagnus x ebbingei
Elaeagnus x ebbingei és un arbust perennifoli assignat al gènere Elaeagnus. Es tracta d'un híbrid, resultat del creuament entre Elaeagnus macrophylla i Elaeagnus pungens.

## Descripció
Creix normalment com un arbust, però també pot prendre la forma d'un petit arbre de fins a 5 m d'alçada. Si es planta sota altres arbres, pot adoptar hàbits de planta semi-enfiladissa, desenvolupant llargues branques que creixen fins a la capçada dels arbres. Les fulles són de disposició alternada, lanceolades, de 9 cm de llarg i 4 cm d'ample. La part superior de les fulles és lluent, de color verd fosc, mentre que la part de sota presenta una coloració blanquinosa. Les flors, petites però aromàtiques (desprenen una olor dolcenca) són de color blanquinós, i apareixen durant la tardor. El fruit és una drupa de 2 cm de llarg i 1 cm d'ample, comestible, que madura a la primavera. L'escorça és de color marró clar, llisa.
L'aspecte d'aquesta planta recorda vagament, sobretot per la forma de les seves fulles i el color de la seva part superior, al llorer. És fàcil de confondre amb Elaeagnus pungens.

## Conreu
E. x ebbingei pot créixer en gairebé qualsevol tipus de sòl i ubicació, tot i que prefereix els indrets assolellats i ben drenats. Com totes les espècies del gènere Elaeagnus realitza la fixació del nitrogen a través de les arrels, fet que li permet sobreviure en terrenys molt pobres. És una planta de creixement ràpid. Presenta una enorme resistència als extrems tèrmics, aguantant temperatures mínimes de fins a -20 °C. Amb temperatures tan baixes, es pot comportar com a caducifoli. També resisteix sense problemes les sequeres prolongades i els vents forts. Es tracta d'una espècie molt apropiada per situacions costaneres en les que el vent arrossega partícules de sal sobre les plantes: al contrari que la majoria de plantes, que perden les parts més tendres en aquesta situació, E. x ebbingei resisteix sense cap mena de problema. Es pot reproduir per llavors fàcilment (les llavors fresques germinen en un termini d'un o dos mesos, en uns percentatges molt alts) però si es volen conservar les característiques específiques de la planta mare és millor utilitzar la reproducció vegetativa, per esqueixos.
Si es pretén que fructifiqui, s'han de tenir en compte els possibles problemes de pol·linització. Tot i que hi ha exemplars aïllats que produeixen fruita de forma abundant, és possible que n'hi hagi alguns que necessitin una pol·linització creuada. S'ha observat que sembrant exemplars d'Elaeagnus pungens del cultivar variegata prop dels Elaeagnus x ebbingei millora de forma considerable la producció de fruits.

## Cultivars
- ‘Coastal Gold': Es tracta d'una forma de fulles variegades. Bona productora de fruits i, possiblement, bona pol·linitzadora.
- ‘Gilt Edge': Presenta franges de color groc a les fulles.
- ‘Limelight': És també una forma amb les fulles variegades, però amb una tonalitat més platejada.
- ‘Salcombe Seedling': És pràcticament idèntica a la forma típica, però sembla que presenta flors més perfumades.

## Usos
Elaeagnus x ebbingei s'està començant a introuduir al món de la jardineria especialment per utilitzar-lo com a tanca viva, degut la seva gran resistència a les podes i els retalls. Es tracta d'una espècie molt apropiada per utilitzar-la com a talla-vent en horts i jardins, especialment en ubicacions costaneres. Presenta també un gran valor ornamental. La seva capacitat per fixar nitrogen al sòl és també interessant, ja que permet incrementar el rendiment d'altres fruiters. Els seus fruits, quan són madurs, tenen un sabor força agradable. Per altra banda, són una rica font de vitamines (especialment A, C i E) minerals i flavonoides. Contenen també àcids grassos essencials, fet força inusual en una fruita. Cadascun dels fruits conté un pinyol, que amaga una llavor també comestible, de sabor suau i rica en proteïnes i greixos.